# Indicatifs régionaux 905, 289 et 365
Les indicatifs régionaux 905, 289 et 365 sont des indicatifs téléphoniques qui couvrent les régions périphériques de la ville ontarienne de Toronto au Canada ainsi que les alentours du lac Ontario. Plus précisément, ces indicatifs couvrent la péninsule du Niagara, Hamilton, les municipalités régionales de Halton, Peel, York et Durham et une partie du comté de Northumberland.
L'indicatif régional 905 est le premier à avoir été instauré pour cette région, alors que les indicatifs régionaux 289 et 365 ont été ajoutés par chevauchement plusieurs années après la création de la région 905. 
La principale compagnie de téléphone titulaire dans ces indicatifs est Bell Canada. 

## Historique
L'indicatif régional 905 a été créé le 4 octobre 1993 par la scission du territoire de l'indicatif régional 416. Un plan de chevauchement d'un indicatif régional a été établi le 9 juin 2001 afin d'y mettre en place l'indicatif régional 289 en superposition sur le même territoire. La composition des dix chiffres du numéro de téléphone devient dès lors obligatoire. Le 13 avril 2010, l'indicatif régional 365 est instauré en chevauchement sur les deux existants,.
Les numéros de téléphone disponibles dans l'indicatif 905 se sont épuisés en 2005, soit 12 ans après sa création, ce qui rend nécessaire la création de nouveaux indicatifs régionaux. Il est d'ailleurs prévu que les indicatifs téléphoniques de la région soit épuisés en 2036.

## Territoire du 905
Les indicatifs régionaux 905, 289 et 365 couvrent principalement les municipalités situées dans la région du Golden Horseshoe qui ceinture le lac Ontario. 
Le territoire des indicatifs 905, 289 et 365 est bordé au nord par le territoire des indicatifs 705 et 249, à l'ouest par le territoire des indicatifs 519, 226 et 548, à l'est par le territoire des indicatifs 613 et 343 et au sud-est par le territoire de l'indicatif 716. 
Dans la culture populaire, l'expression « le 905 » désigne les banlieues et les zones périurbaines de la région du grand Toronto, alors que l'expression « le 416 » désigne la ville de Toronto. 

## Centres tarifaires de la région 905
Les centres tarifaires de la région 905, selon leurs noms tels qu'affichés sur les factures de téléphone sont: 
- Ajax-Pickering: (289) 200 224 229 255 275 277 314 315 372 387 388 403 417 422 423 460 482 484 533 539 545 591 608 624 631 660 733 734 744 882 892 913 915 923 980 986 987 988  (365) 275 300  (905) 231 239 250 391 409 420 421 422 423 424 426 427 428 492 509 550 619 621 622 626 683 686 706 744 767 831 837 839 903 995 999
- Aurora: (289) 221 258 380 466 552 614 648 796 802 840 879 894 984 995  (365) 500  (905) 222 395 503 713 717 726 727 750 751 758 841 900
- Beeton: (289) 415 899 970  (365) 560 901  (905) 724 729 748 801 909
- Bethesda: (289) 262 615  (365) 501  (905) 504 888
- Blackstock: (289) 702  (365) 408  (905) 986
- Bowmanville: (289) 223 276 513 626 703  (365) 401  (905) 419 623 697
- Bradford: (289) 464 831  (365) 266 900  (905) 551 775 778
- Brampton est divisée parmi les centres tarifaires suivants: 
  - Brampton (289) 201 233 298 323 325 401 406 410 418 498 499 505 541 544 569 632 654 720 747 748 752 764 801 864 889 900 901 946 948  (905) 216 226 230 291 450 451 452 453 454 455 456 457 458 459 460 463 487 488 494 495 497 499 500 595 598 654 759 781 782 783 789 790 791 792 793 794 796 798 799 840 846 861 863 866 867 872 874 901 965 970
  - Castlemore: (289) 324 749 916  (365) 201  (905) 200 204 794 913 915
  - Snelgrove: (289) 954  (365) 203  (905) 843 996
- Burlington: (289) 208 230 245 266 288 293 313 337 348 419 427 598 635 636 707 714 741 745 787 798 812 816 828 861 938 962 977 983  (365) 999  (905) 220 315 319 320 331 332 333 335 336 340 407 592 630 631 632 633 634 635 637 638 639 681 802
- Caledon: (289) 824 908 961 966  (365) 200  (905) 584 586 587 588 757 838 843 860 996
  - Bolton: (289) 206 461 487 503 616 651 875 906  (365) 502  (905) 533 857 951
  - Palgrave: (289) 546 594  (365) 516  (905) 583 880
  - Victoria: (289) 955 967  (365) 204  (905) 838 998
- Caledonia: (289) 284 285 523 528 751 757 960  (905) 765
- Campbellville: (289) 458 630 692  (365) 304  (905) 854
- Castleton: (905) 344
- Cayuga: (289) 370 516 603 736  (905) 772
- Claremont: (289) 462  (365) 503 650  (905) 408 490 649
- Cobourg: (289) 215 251 252 435 677 691 771 829  (365) 400  (905) 207 269 372 373 375 376 377 396
- Colborne: (289) 265  (905) 355
- Cold Springs: (905) 342
- Dunnville: (289) 209 330 331 332 369 377 381 433 518 604 738 761 972 973  (365) 651  (905) 229 701 774
- Fisherville: (289) 601  (905) 779
- Fort Erie est divisée parmi les centres tarifaires suivants: 
  - Fort Erie (289) 250 303 320 321 322 476 599 762  (365) 801  (905) 871 991 992 993 994
  - Ridgeway: (289) 876 (905) 894
  - Stevensville: (289) 397  (905) 382
- Garden Hill: (905) 797
- Georgetown: (289) 344 349 428 642 694 790 839 890 891 924 935  (365) 302  (905) 702 703 873 877
- Gormley: (289) 486 746  (365) 504  (905) 284 400 534 887 927
- Grafton: (905) 349
- Grimsby: (289) 205 235 336 447 455 493 754 770 797  (905) 309 945
- Hagersville: (289) 282 283 524 758 784  (905) 768
- Hamilton est divisée parmi les centres tarifaires suivants: 
  - Ancaster: (289) 204 239 346 443 445 450 495 515 735 739 855 902  (905) 304 648
  - Binbrook: (289) 286 287 424 522 568 743 756  (905) 692
  - Dundas: (289) 238 345 446 494 517 737 753 858  (905) 627 628
  - Freelton: (289) 609 679 693  (365) 301  (905) 659
  - Hamilton: (289) 237 244 246 253 260 263 308 309 335 339 358 382 389 391 396 408 425 426 439 440 441 442 456 489 492 520 527 551 556 639 659 667 674 678 680 682 683 684 689 698 700 750 755 766 768 769 773 774 775 776 778 779 780 788 799 808 827 860 877 880 887 919 920 921 922 925 931 933 941 949 975 978 994  (365) 317 888  (905) 218 253 296 297 308 312 314 317 318 379 381 383 385 387 388 389 390 393 481 496 512 515 516 517 518 519 520 521 522 523 524 525 526 527 528 529 531 536 537 538 540 541 543 544 545 546 547 548 549 560 561 570 572 573 574 575 577 578 581 645 661 667 719 730 741 745 746 769 777 807 818 865 869 870 902 906 912 920 921 923 928 929 961 962 963 966 971 972 973 974 975 977 978 979 981
  - Mount Hope: (289) 280 281 491 525 759 791 866  (905) 679
  - Stoney Creek: (289) 203 448 490 526 656 760 765 792 965  (905) 594 636 662 664 930
  - Waterdown: (289) 352 431 619 718 767 895  (905) 689 690
  - Winona: (289) 649 794  (905) 643
- Hampton: (289) 706  (365) 403  (905) 263 445
- Keswick: (289) 528  (365) 505  (905) 476 535 656 700 989
- King est divisée parmi les centres tarifaires suivants: 
  - King City: (289) 207 467 530 618 621 874 907  (365) 506  (905) 539 833
  - Nobleton: (289) 463 542 620 658 664  (365) 514  (905) 558 859
  - Schomberg: (289) 318 557 592  (365) 520  (905) 590 939
- Lincoln est divisée parmi les centres tarifaires suivants: 
  - Beamsville: (289) 432 566 602  (905) 563
  - Vineland: (289) 567 605  (905) 562
- Markham est divisée parmi les centres tarifaires suivants: 
  - Markham: (289) 301 306 307 378 451 469 507 554 661 666 800 818 846 859 872  (365) 509 654 655  (905) 201 202 205 209 294 350 471 472 554 910
  - Thornhill (partiellement incluse dans Vaughan): (289) 390 459 472 502 510 514 561 588 597 695 807 843 857 982  (365) 523  (905) 326 370 418 482 530 532 593 597 660 669 695 707 709 731 738 739 747 760 761 762 763 764 771 879 881 882 886 889 907
  - Unionville: (289) 333 392 473 563 577 584 789 806 844 884  (365) 525  (905) 248 258 300 305 307 316 413 415 470 474 475 477 479 480 489 513 604 752 754 917 940 943 944 946 947 948 968 969
- Milton: (289) 230 270 350 409 412 429 627 655 670 728 862 851 878 930 971  (365) 303 355  (905) 299 462 514 636 691 693 699 749 805 864 875 876 878
- Mississauga est divisée parmi les centres tarifaires suivants: 
  - Clarkson: (289) 299 326 373 420 628 727 825 826 849 898 945  (905) 254 403 491 822 823 855 916 919
  - Cooksville: (289) 232 261 327 360 362 374 421 444 454 497 521 565 628 633 722 724 777 785 805 883 951  (905) 206 210 212 214 219 232 238 241 247 267 268 270 272 273 275 276 277 279 281 282 283 290 306 361 366 402 501 502 507 566 568 602 614 615 624 625 629 712 755 756 766 803 804 848 890 896 897 949
  - Malton: (289) 247 328 359 384 548 562 623 625 721 729 804 865 904 944 988  (905) 234 255 256 293 298 362 364 405 461 564 565 612 670 671 672 673 676 677 678 694 696 698 740 795 908 956
  - Port Credit: (289) 297 329 643 822 847 953  (365) 202  (905) 221 271 274 278 486 891 990
  - Streetsville: (289) 290 305 334 375 457 540 652 719 726 814 848 896 914 957 997 998 999  (905) 236 285 286 288 301 302 363 369 412 542 567 569 593 600 601 603 606 607 608 609 785 812 813 814 816 817 819 820 821 824 826 828 858 997
- Mount Albert: (289) 465 534 662  (365) 510  (905) 473 557
- Newcastle: (289) 629 708  (365) 404  (905) 446 987
- Newmarket: (289) 231 264 279 319 338 340 366 383 395 453 470 500 504 535 663 716 730 763 803 841 903 909 926 934  (365) 340 512  (905) 235 251 252 392 657 710 715 716 806 830 836 853 868 895 898 952 953 954 955 960 967
- Newtonville: (289) 709 964  (365) 405  (905) 786
- Niagara Falls: (289) 248 257 271 292 294 296 302 341 361 402 477 547 932  (365) 666  (905) 262 295 351 353 354 356 357 358 371 374 394
- Niagara-on-the-Lake: (289) 272 413 646 672 868  (365) 667  (905) 468
- Oakville: (289) 218 219 242 243 259 291 295 300 351 363 386 400 430 529 644 681 715 725 740 772 795 813 815 817 834 835 837 838 856 881 885 888 863 910 936 937 940 952 981 993  (365) 777  (905) 208 257 287 330 334 337 338 339 399 464 465 466 467 469 483 484 510 580 582 599 616 617 618 808 815 825 827 829 842 844 845 847 849 901
- Orono: (289) 710  (365) 406  (905) 485 983
- Oshawa: (289) 222 240 254 274 312 316 355 356 385 404 405 481 512 600 634 658 671 675 676 685 688 701 712 731 830 869 886 918 927 928 939 943 979 991 992 996  (365) 800  (905) 213 215 233 240 242 243 244 245 259 260 261 404 410 429 431 432 433 434 435 436 438 439 440 441 442 443 447 448 449 498 571 576 579 644 674 675 718 720 721 723 725 728 743 809 914 922 924 925 926
- Pelham: (289) 650 897  (905) 892
- Port Colborne: (289) 478 836  (905) 834 835
- Port Hope: (289) 436  (905) 800 885
- Port Perry: (289) 225 354 485 653 713 912  (365) 407  (905) 982 985
- Queensville: (289) 549  (365) 529  (905) 478 589
- Richmond Hill: (289) 269 317 353 379 399 452 475 496 506 537 538 550 637 666 699 809 819 833 842 867 870 947  (905) 224 237 292 508 737 770 780 784 787 881 883 884 918
  - Oak Ridges: (289) 210 234 471 543 573 665 854  (365) 515  (905) 223 313 398 505 506 559 773
- Roseneath: (905) 352
- Selkirk: (905) 776
- St. Catharines-Thorold: (289) 213 214 219 228 241 267 273 362 364 398 407 434 438 460 479 501 606 668 669 686 687 690 696 697 723 781 782 783 786 929 931 968 969 974 990  (365) 383 653 668 880  (905) 225 227 228 246 280 321 322 323 324 325 327 328 329 341 345 346 347 348 359 360 378 380 397 401 641 646 650 651 658 680 682 684 685 687 688 704 708 931 932 933 934 935 937 938 941 964 980 984 988
  - Port Robinson: (289) 376  (905) 384
- Stouffville: (289) 212 508 558 612 617 853  (365) 521  (905) 591 640 642
- Sutton: (289) 559 576 871  (365) 522  (905) 596 722
- Toronto (ancienne partie de Pickering uniquement): (905) 509
- Tottenham: (289) 850  (365) 540  (905) 406 936
- Uxbridge: (289) 394 564 595 640 852  (365) 444 526  (905) 852 862 904
- Vaughan est divisée parmi les centres tarifaires suivants: 
  - Kleinburg: (289) 202 216 531 873  (365) 507  (905) 552 893
  - Maple: (289) 217 304 342 357 463 468 532 553 832 917 963  (365) 508  (905) 303 417 553 585 653 832
  - Woodbridge: (289) 236 245 256 268 371 393 474 536 596 622 641 657 845  (365) 527  (905) 264 265 266 417 605 652 663 850 851 856 893 553
- Wainfleet: (905) 899
- Welcome: (905) 753
- Welland: (289) 347 414 449 480 488 673 820 821 823  (365) 652  (905) 414 714 732 733 734 735 736 788
- West Lincoln: (289) 560 793 956  (905) 957
- Whitby: (289) 220 278 483 509 638 717 732 893 985 989  (905) 217 430 444 493 556 665 666 668
  - Brooklin: (289) 227 645 704  (365) 402  (905) 425 620 655